# 화성-12형
《화성-12》형(火星12型) 또는 화성-12는 조선민주주의인민공화국의 중거리 지대지 탄도 미사일(IRBM)이다. 대외적인 공개는 2017년 4월 15일, 김일성 탄생 105주년 열병식에서였다. 당시 대한민국에서는 KN-08을 무수단 TEL에 탑재했다는 의견과 무수단의 사정거리 연장형이라는 의견이 대립되었다. 김정은은 화성 12호를 "주체탄"이라고 명명했다. 백두산 엔진을 사용한 최초의 탄도 미사일이다.

## 배경

### 318 혁명
2017년 3월 18일 김정은 국무위원장은 동창리 미사일 기지에서 액체연료 로켓엔진 연소시험을 참관했다. 조선은 이를 "318 혁명"이라고 불렀다. 5월 14일 발사한 화성 12호의 사진에서 318 혁명이라는 로켓 분사 모습과 동일한 사진이 공개되었다. 한국의 전문가들은 액체연료 로켓엔진의 추력을 100톤으로 추정했다.
2016년 9월 조선이 80톤 추력이라며 연소시험을 공개했다. 백두산 엔진 참조. 2017년 3월 연소시험은 80톤 추력의 주엔진 옆에, 4개의 작은 보조엔진이 새로 추가되어 80톤 보다 추력이 증가되었다. 연소시험장을 참관한 김정은 노동당 위원장은 엔진 연소시험을 높이 평가하고 "오늘 이룩한 거대한 승리가 어떤 사변적 의의를 가지는가를 온 세계가 곧 보게 될 것"이라고 말했다.

### 백두엔진
2014년 8월 14일, 마이클 엘먼 국제전략문제연구소(IISS) 선임연구원은 "그 어떤 국가도 그렇게 짧은 시간에 중거리 미사일 기술에서 ICBM으로 전환한 적이 없다"면서 "북한은 외부로부터 고성능 액체추진 엔진(LPE)을 획득했다. 불법적 방법으로 우크라이나에서 왔을 것으로 보인다"는 보고서를 발표했다. 2015년 파산위기까지 맞은 우크라이나 국영 유즈마쉬가 RD-250 엔진을 암시장을 통해 조선에 팔았을 가능성이 있다는 것이다. 엘먼 연구원은 유즈마쉬와 연계를 맺고 있는 러시아의 거대 미사일 기업 에네르고마쉬도 역할을 했을 가능성을 배제하지 않고 있다. 그는 상당수의 RD-250 엔진 재고가 러시아에도 있을 것으로 추정했다.

## 시험 발사

### 1차 시험 발사
2017년 4월 5일, 신포시에서 시험 발사했으나 실패했다. 실패했기에 사진 공개는 없었으나, 2017년 7월 10일 《화성-14》형 성공 기념 축하연에서 관련 사진이 공개되어 전모가 드러났다.

### 2차 시험 발사
2017년 4월 16일, 신포시에서 시험 발사했으나 또다시 실패했다. 실패했기에 사진 공개는 없었으나, 2017년 7월 10일 《화성-14》형 성공 기념 축하연에서 관련 사진이 공개되어 전모가 드러났다.

### 3차 시험 발사
2017년 4월 29일, 평안남도 북창비행장 일대에서 북동쪽 방향(방위각 49도)으로 탄도 미사일 1기를 발사했다. 사거리 5,000km 화성 12형 IRBM이 발사 후 1분 만에 고도 70km 이상 올라가지 못하고 평남 덕천시에 떨어졌다. 2017년 7월 10일 《화성-14》형 성공 기념 축하연에서 관련 사진이 공개되어 북창공군기지의 지하 격납고 시설이 언론에 보도되었다. 당시 시험을 참관한 김정은 위원장은 지하 시설 내부와 출입구 인근에서 모습을 드러냈다. 출입구 입구에서 의자에 앉아 있는 김 위원장의 뒤로 4~5개의 지하 격납고가 보였다.

### 4차 시험 발사
2017년 5월 14일, 평안북도 구성시 방현공군기지 근처에서 최초 시험발사에 성공했다. 조선 관영 조선중앙통신은 15일 "로켓 연구부문의 과학자, 기술자들은 주체106(2017)년 5월14일 새로 개발한 지상대지상중장거리전략탄도로켓 '화성-12'형 시험발사를 성공적으로 진행했다", "발사된 로켓은 예정된 비행궤도를 따라 최대정점고도 2,111.5km까지 상승비행해 거리 787km 공해상의 설정된 목표수역을 정확히 타격했다"고 보도했다. 2017년 4월 15일 열병식에서 한국 언론은 무수단 개량형 또는 무수단 미사일(화성 10호)인 것 같다고 보도한 것과 동일한 외양의 미사일을, 조선 언론은 화성 12호라며 여러장의 사진을 보도했다.
북한 조선중앙통신은 이번에 시험발사에 성공한 중장거리 탄도미사일을 '화성-12형'이라고 명명하고, '대형중량핵탄두'를 장착할 수 있다고 주장했다. 또한 김정은 국무위원장이 시험발사 전날인 13일에는 조립장을 찾아 '주체탄'이라고 불렀다고 중앙통신은 선전했다. 중앙통신은 화성-12형은 시험발사에서 2,111.5km까지 상승했으며, 787km를 비행해 공해상의 설정된 목표수역을 정확하게 타격했다고 밝혔다. 고각발사가 아니라 통상발사일 경우 사거리 7,000km 라는 분석이 있다. 김정은 위원장 역시 시험발사 성공 후 "미국 본토와 태평양작전지대가 우리의 타격권 안에 들었다"고 자랑했다. 방현공군기지에서 알래스카 엘먼도프-리처드슨 합동 기지까지는 6,000km 거리다.

### 5차 시험 발사
평양 순안국제공항에서 5차 시험발사를 감행했다. 일본 열도를 넘어 북태평양상에 탄착했다.

### 6차 시험 발사
2017년 9월 16일, 평양 순안비행장에서 IRBM '화성-12형'을 발사했다. 조선중앙TV가 발사 장면을 공개했다. 김정은 국무위원장이 중장거리탄도미사일(IRBM)인 화성-12형 발사현장에서 발사대 차량을 향해 손을 흔들고 있는 사진이 보도되었다. 이동식 발사차량(TEL) 바퀴에는 화염으로부터 차체를 보호하기 위한 장갑이 부착돼 있다. 최대 고도 770km, 비행거리는 3,700km였다.

### 7차 시험 발사
2022년 1월 30일, 북한이 중거리 탄도미사일(IRBM)인 '화성-12형' 검수사격시험발사에 성공했다. '검수'라는 용어는 '화성-12형'이 이미 대량생산 중이라는 뜻을 담은 것으로 풀이된다.
북한이 중거리급 이상의 탄도미사일 실험을 한 것은 앞서 2017년 9월 화성-12형과 2017년 11월 ICBM급인 화성-15형을 발사한 이후 처음이다. 북한 매체들은 미사일에 장착된 카메라로 촬영한 지구 사진을 공개하며 이번 시험발사가 성공했다고 주장했다. 국방과학원에 따르면 이날 발사한 미사일의 전투부(탄두)에는 카메라가 설치돼 있었다.

## 상세

### 사거리
북한은 주변국들의 안전을 위해 고각으로 미사일을 발사했으며, 대기권 재진입 실험도 성공했다고 주장했다. 정확한 사거리를 공개하지는 않았지만, 참관한 김정은은 아울러 "미 본토와 태평양작전지대가 우리의 타격권 안에 들어있다는 현실을 오판해서도 안된다"고 말했다.
2022년 10월 4일, 북한이 화성-12형의 최대 사거리 발사를 했다. 비행거리는 4,500km로, 일본 도호쿠(東北) 지역 북단 아오모리(靑森)현 인근 상공을 통과한 뒤 태평양에 떨어졌다. 북한이 중거리급 이상의 탄도미사일을 정상 각도(30∼45도)로 발사해 일본 열도를 넘긴 것은 5년 만이다. 평양에서 미 전략자산의 발진기지인 태평양 괌까지의 거리가 3,400km인 점을 고려하면 유사시 미국령 괌을 직접 공격할 수 있는 셈이다.
북한 조선인민군 전략군은 '화성-12형' 미사일 4발로 미군 기지가 있는 괌을 포위사격 하는 방안을 검토하고 있다고 밝혔다.

### 핵탄두
화성-12형의 탄두 중량은 1t으로 추정되지만, 500㎏으로 줄여서 정상 각도로 발사하면 최대 사거리를 늘릴 수 있다.
북한 매체들은 2017년 화성-12형이 처음 발사됐을 때 "대형 중량 핵탄두도 탑재할 수 있는 중장거리 미사일"이라고 소개했다.

### 미사일 방어
《화성-12》형은 극초음속 미사일이 아니기 때문에 사드로 방어할 수 있다. 미국은 이와 관련된 훈련도 성공적으로 마쳤다고 한다.

### 《화성-13》형(KN-08)과의 관계
이번에 조선 언론이 화성 12호라고 부르며 발사된 지대지 미사일은 기존의 KN-08(화성 13호)의 1단과 동일한 외양이다. KN-08의 1단 로켓을 최초 시험발사한 것으로 추정된다. 화성 13형은 굵은 1단, 얇은 2단, 탄두로 이루어져 있는데, 이번에 조선이 사진과 동영상을 공개한 화성 12호는 굵은 1단, 탄두로 이루어져 있다. 한국의 전문가들은 1단 추진체를 2단으로 늘리면 바로 미국 본토를 타격할 수 있는 사거리 1만km 이상의 ICBM이 될 것으로 분석하고 있다. 일부 친북 성향 매체에서는 2단 로켓이라고 보도하고 있으나, 그렇게 볼 근거는 빈약하며 단단 로켓으로 파악하고 있다.

### 괌 포위 사격 주장
2017년 8월 8일, 조선인민군 전략군 대변인은 화성-12형으로 괌 주변 해상을 포위 사격하는 계획을 발표했다. 김락겸 전략군사령관이 직접 나서서 "우리가 발사하는 ‘화성-12형’ 4발은 일본 상공을 통과하게 되며, 사거리 3,356.7km를 1,065초간 비행한 후 괌도 주변 30∼40km 공해에 탄착되게 될 것"이라고 위협했다. 괌의 영해는 12해리(22km)이다.

## 제원(추정)
- 길이: 17 m
- 지름: 1.7 m
- 중량: 38 톤
- 추력: 85 톤
- Burnout time: 180초
- Burnout speed: 5.5km/s
- 사거리: 5,000 km
- 1단 액체추진(적연질산+케로신), 탄두부 분리 및 비행제어용 추진부

## 같이 보기
- R-27 (탄도 미사일)
- JL-1
- 화성-10형
- 화성-14형